# Duinzwelmos
Duinzwelmos (Scytinium gelatinosum) is een korstmossoort uit de familie Collemataceae. Het leeft in symbiose met de alg Nostoc.

## Determinatie

### Uiterlijke kenmerken
Het thallus bestaat uit vliezige, min of meer opverlappende lobben. De toppen zijn rond en vaak gescheurd. Het bovenoppervlak heeft geen isidiën, is voorzien van een duidelijk geaderd netwerk en heeft een bruingroene, bruine kleur. De apotheciën zijn overvloedig, maar soms afwezig. De diameter is 0,5–1 mm en de kleur is bruinrood, bruinachtig. Het heeft geen kenmerkende kleurreacties.

### Microscopische kenmerken
De ascosporen zijn muurvormig, 5–7 maal gesepteerd en meten 22–42 × 11–17 µm.

## Ecologie
Duinzwelmos groeit zowel terrestrisch als epilitisch. Het is een typische soort van kustduinen.

## Verspreiding
In Nederland is duinzwelmos vrij zeldzaam maar niet bedreigd en staat niet op de Nederlandse Rode Lijst. Het zwaartepunt van de verspreiding in Nederland ligt in de kustduingebieden van Noord- en Zuid-Holland.